# خوان إدواردو مارتين
خوان إدواردو مارتين (بالإسبانية: Juan Eduardo Martín)‏ (27 أبريل 1982 - ) هو لاعب كرة قدم أرجنتيني في مركز الهجوم. لعب مع أوليمبياكوس فولو وانيستتوتو وديفنسا خوستيكا ولوس أنديس ونادي أتليتيكو بيلغرانو وEstudiantes de Buenos Aires ‏ وAsociación Atlética Luján de Cuyo ‏ وPAE Kerkyra ‏ وDefensores de Cambaceres ‏ وألميرانتيه براون دي أريسيفيس.

## وصلات خارجية
- خوان إدواردو مارتين على موقع الاتحاد الأوربي (الإنجليزية)
- خوان إدواردو مارتين على موقع قاعدة بيانات كرة القدم.إي يو (الإنجليزية)
- خوان إدواردو مارتين على موقع Soccerway.com (الإنجليزية)